# Bob Dylan: Potpuni neznanac
Bob Dylan: Potpuni neznanac (eng. A Complete Unknown) američka je biografska glazbena drama iz 2024. u režiji Jamesa Mangolda, koji je zajedno s Jayem Cocksom napisao scenarij, o američkom pjevaču i tekstopiscu Bobu Dylanu.
Temeljeno na knjizi „Dylan Goes Electric!” iz 2015. Elijaha Walda, film prikazuje Dylana kroz njegov najraniji uspjeh u folk glazbi sve do značajne kontroverze oko njegove upotrebe električnih instrumenata na Newport Folk Festivalu 1965. godine. Timothée Chalamet (koji je i producent) glumi Dylana, a glume i Edward Norton, Elle Fanning, Monica Barbaro, Boyd Holbrook i dr. u sporednim ulogama. Naslov filma izveden je iz refrena Dylanova singla iz 1965. „Like a Rolling Stone”.
Film je premijerno prikazan u Dolby Theatreu u Los Angelesu 10. prosinca 2024., a u Sjedinjenim Državama u kinima prikazuje se od 25. prosinca 2024. Film je zaradio 74,2 milijuna dolara diljem svijeta do sada te općenito dobio pozitivne kritike od kritičara. Proglašen je jednim od deset najboljih filmova 2024. od strane Američkog filmskog instituta i Nacionalnog odbora za recenziju, koji je Fanning također nagradio za najbolju sporednu glumicu.
Film je zaradio osam nominacija na 97. dodjeli Oscara, uključujući za najbolji film, najboljeg redatelja, najboljeg glumca (Chalamet), najboljeg sporednog glumca (Norton) i najbolju sporednu glumicu (Barbaro). Također je dobio tri nominacije na 82. dodjeli nagrada Zlatni globus (uključujući za najbolji film – dramu), tri na dodjeli nagrada „Izbor kritike” (uključujući najbolji film), četiri na 31. dodjeli nagrada „Ceha glumaca” i šest na dodjeli filmskih nagrada Britanske akademije (uključujući za najbolji film).

## Radnja
Godine 1961. Bob Dylan dolazi u New York kako bi upoznao hospitaliziranog glazbenika Woodyja Guthrieja. Upoznaje ga i Petea Seegera, koji ga uvodi u folk scenu. Dylan započinje vezu sa Sylvie Russo, ali dok je ona na putovanju u Europi, on razvija profesionalnu i osobnu vezu s Joan Baez.
Nakon početnog uspjeha u folk sceni, Dylan se osjeća ograničenim očekivanjima žanra. Odlučuje eksperimentirati s električnom gitarom i rock zvukom, što izaziva kontroverze. Vrhunac sukoba događa se na Newport Folk Festivalu 1965., gdje Dylan, unatoč protivljenju organizatora i folk zajednice, nastupa s električnim sastavom.
Publika reagira neprijateljski, bacajući uvrede i predmete na pozornicu. Iako organizatori pokušavaju prekinuti nastup, Dylan uspijeva izvesti show. Nakon što izvode akustični bis na posuđenoj gitari Johnnyja Casha, Baez mu priznaje da je „pobijedio” dobivši umjetničku slobodu koju je tražio. Dylan posljednji put posjećuje Guthrieja prije odlaska na motociklu.

## Uloge
- Timothée Chalamet - Bob Dylan
- Edward Norton - Pete Seeger
- Elle Fanning -  Sylvie Russo
- Monica Barbaro - Joan Baez
- Boyd Holbrook - Johnny Cash
- Scoot McNairy - Woody Guthrie
- Dan Fogler - Albert Grossman